# Cláudia Monteiro de Aguiar
Cláudia Sofia Gomes Monteiro de Aguiar (ur. 8 kwietnia 1982 w Funchal) – portugalska polityk związana z Maderą, posłanka do Zgromadzenia Republiki, deputowana do Parlamentu Europejskiego VIII i IX kadencji, sekretarz stanu w administracji rządowej.

## Życiorys
Licencjat z socjologii uzyskała na Universidade do Minho w Bradze. Ukończyła również m.in. studia podyplomowe z zakresu marketingu i komunikacji w instytucie politechnicznym w mieście Leiria. Zawodowo związana z branżą turystyczną jako marketingowiec w grupie hotelarskiej. W 1997 została aktywistką JSD – organizacji młodzieżowej Partii Socjaldemokratycznej. Zajmowała kierownicze stanowiska w regionalnych organach stowarzyszenia. W latach 2006–2011 sprawowała mandat radnej regionalnej na Maderze. W wyborach w 2011 została wybrana na deputowaną do Zgromadzenia Republiki XII kadencji. W 2014 uzyskała mandat eurodeputowanej VIII kadencji z ramienia wspólnej listy centroprawicowych ugrupowań rządzących. W 2019 z powodzeniem ubiegała się o reelekcję.
W kwietniu 2024 objęła stanowisko sekretarza stanu w ministerstwie rolnictwa i rybołówstwa w rządzie Luísa Montenegra; pełniła tę funkcję do czerwca 2025.